# Braggia urovaneta
Braggia urovaneta är en insektsart som först beskrevs av Hottes 1950.  Braggia urovaneta ingår i släktet Braggia och familjen långrörsbladlöss.

## Underarter
Arten delas in i följande underarter:
- B. u. urovaneta
- B. u. pachysiphon